# Kråkholmsfjärden
Kråkholmsfjärden eller på finska Kråkholmanjärvi är en sjö i kommunen Jakobstad i landskapet Österbotten i Finland. Arean är 31 hektar och strandlinjen är 3,36 kilometer lång. Sjön  ingår i Bottenvikens kustområde.   Den ligger omkring 85 kilometer nordöst om Vasa och omkring 410 kilometer norr om Helsingfors. 
Den ligger i norra delen av centralorten.